# Pieni-Virmas (sjö i Hankasalmi, Mellersta Finland)
Pieni-Virmas är en sjö i kommunen Hankasalmi i landskapet Mellersta Finland i Finland. Sjön ligger 107,7 meter över havet. Den är 3,6 meter djup. Arean är 1,07 kvadratkilometer och strandlinjen är 7,33 kilometer lång. Sjön  ingår i Kymmene älvs huvudavrinningsområde.   Den ligger omkring 41 kilometer öster om Jyväskylä och omkring 250 kilometer norr om Helsingfors. 